# Bob Falkenburg
Robert « Bob » Falkenburg, né le 29 janvier 1926 à Manhattan et mort le 6 janvier 2022 à Santa Ynez en Californie, est un joueur de tennis et entrepreneur américain puis brésilien.
Après avoir obtenu de bons résultats aux États-Unis à la fin de la Guerre (titre en double en 1945 et demi-finale en simple 1946), il réalise sa meilleure performance à Wimbledon en 1948 où il s'impose en simple un an après avoir remporté le double avec Jack Kramer.
Il est le créateur de la chaîne de restaurants Bob's.
Il est membre du International Tennis Hall of Fame depuis 1974.

## Biographie
Né à New York, Bob Falkenburg grandit à Los Angeles dans une famille de joueurs de tennis amateurs, fils d'Eugene Falkenburg, ingénieur à Westinghouse et de Marguerite Crooks. Son frère ainé Tom et sa sœur Jinx (en), par ailleurs mannequin et actrice réputée, ont tous deux participé à plusieurs reprises à l'U.S. National Championships. Il étudie à la Fairfax High School où il devient champion interscolaire en 1942, remportant également le double avec son frère. Il dispute cette année-là à seulement 16 ans son premier Championnat National. En 1943, il fait partie des dix des meilleurs joueurs américains et l'année suivante, il devient champion des États-Unis en double avec Don McNeill. Entre 1944 et 1945, il est enrôlé dans l'US Air Force. Il rejoint ensuite l'université du Sud de la Californie et remporte le championnat universitaire NCAA en simple et en double en 1946. Ce succès lance véritablement sa carrière qui l'amène à atteindre les demi-finales de l'US Championship en battant Budge Patty et Bill Talbert. Il devient champion d'Argentine en fin d'année.
En 1947, il se rend pour la première fois en Europe. Il atteint les demi-finales à Monte-Carlo mais ne dépasse pas les quarts de finale à Wimbledon. Il s'adjuge en revanche l'épreuve du double avec son partenaire d'université Jack Kramer aux dépens d'une paire anglo-australienne. Il retrouve Kramer au championnat américain qui le bat pour la seconde année consécutive, cette fois-ci en quart de finale. Il obtient la consécration en 1948 en remportant le championnat de Wimbledon. Mis à part un duel en cinq manches contre Dragutin Mitić au troisième tour, il se qualifie facilement pour la finale où il affronte l'expérimenté John Bromwich, double champion d'Australie et donné favori en sa qualité de tête de série n°2. Malmené, il fait face à plusieurs balles de matchs dans le cinquième set et les repousse grâce à de puissants revers. Il parvient finalement à s'imposer sur le score de 7-5, 0-6, 6-2, 3-6, 7-5, remportant son premier et unique championnat majeur en simple. L'Australien prendra sa revanche en quart de finale l'année suivante à l'issue d'un match inégal (3-6, 9-11, 6-0, 6-0, 6-4).
Marié en 1947 avec une brésilienne, Lourdes Mayrink Veiga Machado, il s'installe à Rio de Janeiro en 1950 où il devient homme d'affaires. Affligé de ne pas pouvoir trouver un milk-shake de qualité lors de l'un de ses précédents voyages dans le pays, il décide de lancer la chaîne de restaurants Bob's, spécialisée dans la restauration rapide et ouvre dix snack-bars à Rio. Il met ainsi sa carrière internationale entre parenthèses, faisant quelques rares apparitions en tournois. Champion du Brésil en 1951, il réapparait en 1954 lorsqu'il se rend en Europe disputer pour la première fois les Internationaux de France où il accède aux huitièmes de finale. Il est membre de l'équipe du Brésil de Coupe Davis lors de quatre rencontres en 1954 et 1955. Dans les années 1960, il se reconvertit avec un certain succès dans le golf. Il retourne en Californie en 1970 puis vend sa chaîne de restaurants en 1974. Il passe le restant de sa vie à Santa Ynez où il meurt en 2022. Il était alors le plus ancien vainqueur de Grand Chelem encore en vie.

## Palmarès

### Titres en simple messieurs
| No | Date       | Nom et lieu du tournoi                          | Catégorie | Surface      | Finaliste     | Score                   |          |
| -- | ---------- | ----------------------------------------------- | --------- | ------------ | ------------- | ----------------------- | -------- |
| 1  | 18-11-1946 | Tournoi de tennis de Buenos Aires, Buenos Aires |           | Terre (ext.) | Enrique Morea | 6-4, 5-7, 6-4, 3-6, 7-5 |          |
| 2  | 16-06-1947 | Queen's Club Tournament, Londres                |           | Gazon (ext.) | Colin Long    | 6-4, 7-5                |          |
| 3  | 21-06-1948 | The Championships, Wimbledon                    | G. Chelem | Gazon (ext.) | John Bromwich | 7-5, 0-6, 6-2, 3-6, 7-5 | Parcours |
| 4  | 10-04-1950 | River Oaks Tournament, Houston                  |           | NC           | Ted Schroeder | 6-0, 15-13, 3-6, 6-4    |          |

### Finale en simple messieurs
| No | Date | Nom et lieu du tournoi                          | Catégorie | Surface      | Vainqueur     | Score         |  |
| -- | ---- | ----------------------------------------------- | --------- | ------------ | ------------- | ------------- |  |
| 1  | 1948 | US International Indoor Championships, New York |           | Dur (int.)   | Jack Kramer   | 6-1, 6-2, 6-2 |  |
| 2  | 1948 | Queen's Club Tournament, Londres                |           | Gazon (ext.) | Eric Sturgess | Partage       |  |

### Titres en double messieurs
| No | Date       | Nom et lieu du tournoi                               | Catégorie | Surface      | Partenaire  | Finalistes                         | Score              |          |
| -- | ---------- | ---------------------------------------------------- | --------- | ------------ | ----------- | ---------------------------------- | ------------------ | -------- |
| 1  | 30-08-1944 | US National Championships Forest Hills               | G. Chelem | Gazon (ext.) | Don McNeill | Bill Talbert Pancho Segura         | 7-5, 6-4, 3-6, 6-1 | Parcours |
| 2  | 1946       | Tournoi de tennis de la côte Pacifique San Francisco |           | NC           | Jack Kramer | Seymour Greenberg Lennart Bergelin | 6-3, 6-3, 9-7      |          |
| 3  | 23-06-1947 | The Championships Wimbledon                          | G. Chelem | Gazon (ext.) | Jack Kramer | Tony Mottram Bill Sidwell          | 8-6, 6-3, 6-3      | Parcours |

### Finale en double messieurs
| No | Date       | Nom et lieu du tournoi                 | Catégorie | Surface      | Vainqueurs                  | Partenaire | Score                   |          |
| -- | ---------- | -------------------------------------- | --------- | ------------ | --------------------------- | ---------- | ----------------------- | -------- |
| 1  | 28-08-1945 | US National Championships Forest Hills | G. Chelem | Gazon (ext.) | Gardnar Mulloy Bill Talbert | Jack Tuero | 12-10, 8-10, 12-10, 6-2 | Parcours |

### Finale en double mixte
| No | Date       | Nom et lieu du tournoi                 | Catégorie | Surface      | Vainqueurs                    | Partenaire | Score    |          |
| -- | ---------- | -------------------------------------- | --------- | ------------ | ----------------------------- | ---------- | -------- | -------- |
| 1  | 28-08-1945 | US National Championships Forest Hills | G. Chelem | Gazon (ext.) | Margaret Osborne Bill Talbert | Doris Hart | 6-4, 6-4 | Parcours |

## Parcours dans les tournois duGrand Chelem

### En simple
| Année | Open d'Australie | Open d'Australie | Internationaux de France | Internationaux de France | Wimbledon      | Wimbledon     | US Open        | US Open         |
| ----- | ---------------- | ---------------- | ------------------------ | ------------------------ | -------------- | ------------- | -------------- | --------------- |
| 1942  | —                | —                | —                        | —                        | —              | —             | 2e tour (1/16) | Alejo Russell   |
| 1943  | —                | —                | —                        | —                        | —              | —             | 2e tour (1/8)  | Jack Kramer     |
| 1944  | —                | —                | —                        | —                        | —              | —             | 1/4 de finale  | Bill Talbert    |
| 1945  | —                | —                | —                        | —                        | —              | —             | 1/4 de finale  | Pancho Segura   |
| 1946  | —                | —                | —                        | —                        | —              | —             | 1/2 finale     | Jack Kramer     |
| 1947  | —                | —                | —                        | —                        | 1/4 de finale  | Dinny Pails   | 1/4 de finale  | Jack Kramer     |
| 1948  | —                | —                | —                        | —                        | Victoire       | John Bromwich | 1/4 de finale  | Jaroslav Drobný |
| 1949  | —                | —                | —                        | —                        | 1/4 de finale  | John Bromwich | —              | —               |
| 1950  | —                | —                | —                        | —                        | —              | —             | —              | —               |
| 1951  | —                | —                | —                        | —                        | —              | —             | —              | —               |
| 1952  | —                | —                | —                        | —                        | —              | —             | —              | —               |
| 1953  | —                | —                | —                        | —                        | —              | —             | —              | —               |
| 1954  | —                | —                | 1/8 de finale            | Tony Trabert             | 3e tour (1/16) | Ken Rosewall  | —              | —               |
| 1955  | —                | —                | —                        | —                        | —              | —             | 2e tour (1/32) | Neale Fraser    |

N.B. : à droite du résultat se trouve le nom de l'ultime adversaire.